# Shahrestān-e Āz̄arshahr
Shahrestān-e Āz̄arshahr (persiska: شهرستان آذرشهر, آذرشهر) är en delprovins (shahrestan) i Iran.   Den ligger i provinsen Östazarbaijan, i den nordvästra delen av landet, 500 km väster om huvudstaden Teheran.
Delprovinsen hade 110 311 invånare 2016.